# Jan De Bie (geestelijke)
Jan De Bie (Olen, 19 april 1937) is een Belgisch bisschop. Hij was hulpbisschop en vicaris-generaal van het vicariaat Vlaams-Brabant en Mechelen dat deel uitmaakt van het aartsbisdom Mechelen-Brussel.
In 1961 werd hij priester gewijd en in 1965 behaalde hij een doctoraat in de theologie aan de Katholieke Universiteit Leuven.
Van 1965 tot 1969 was hij geestelijk directeur van het College voor Latijns-Amerika (Collegium Pro America Latina, COPAL) in Leuven en van 1970 tot 1981 'Fidei donum'-priester in Brazilië.  Van 1970 tot 1975 was hij professor aan het Hoger Instituut voor Theologie van de Katholieke Universiteit van Salvador-Bahia.  In september 1981 werd hij vicepresident van het College voor Latijns-Amerika te Leuven en van 1982 tot 1987 was hij president van datzelfde college.

## Hulpbisschop
Op 16 maart 1987 werd hij benoemd tot titelvoerend bisschop van Upenna (Tunesië) en tevens tot vicaris-generaal van het vicariaat Vlaams-Brabant.  Op het Paasfeest van 1987 werd hij in Mechelen door kardinaal Danneels bisschop gewijd.  Als bisschopsleuze koos hij God is in allen (1 Kor. 15,28).
In januari 2009 aanvaardde Paus Benedictus XVI het ontslag dat De Bie om medische redenen had ingediend. Hij werd als vicaris-generaal van Vlaams-Brabant opgevolgd door Etienne Heyse.
De Bie is daarna actief als meewerkend priester in Scherpenheuvel.